# Uvezené
Uvezené je přírodní památka jihovýchodně od obce Horní Němčí v okrese Uherské Hradiště. Nachází se severně od vrcholu kopce Lesná a jihozápadně od vrcholu Horního kopce. Důvodem ochrany je ukázka sesuvného území na prameništi, smíšený porost s hojným česnekem medvědím (Allium ursinum).

## Fotogalerie

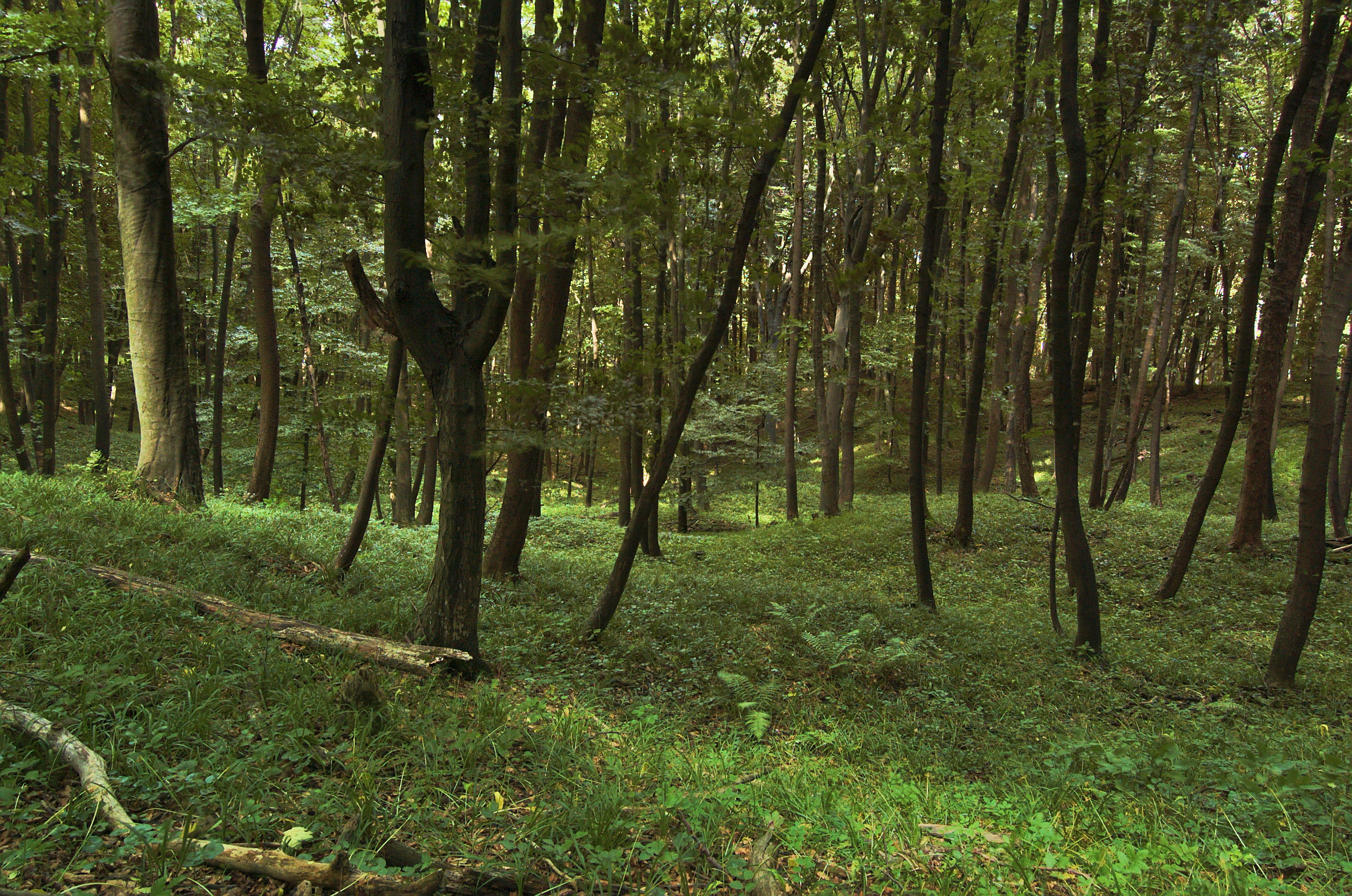
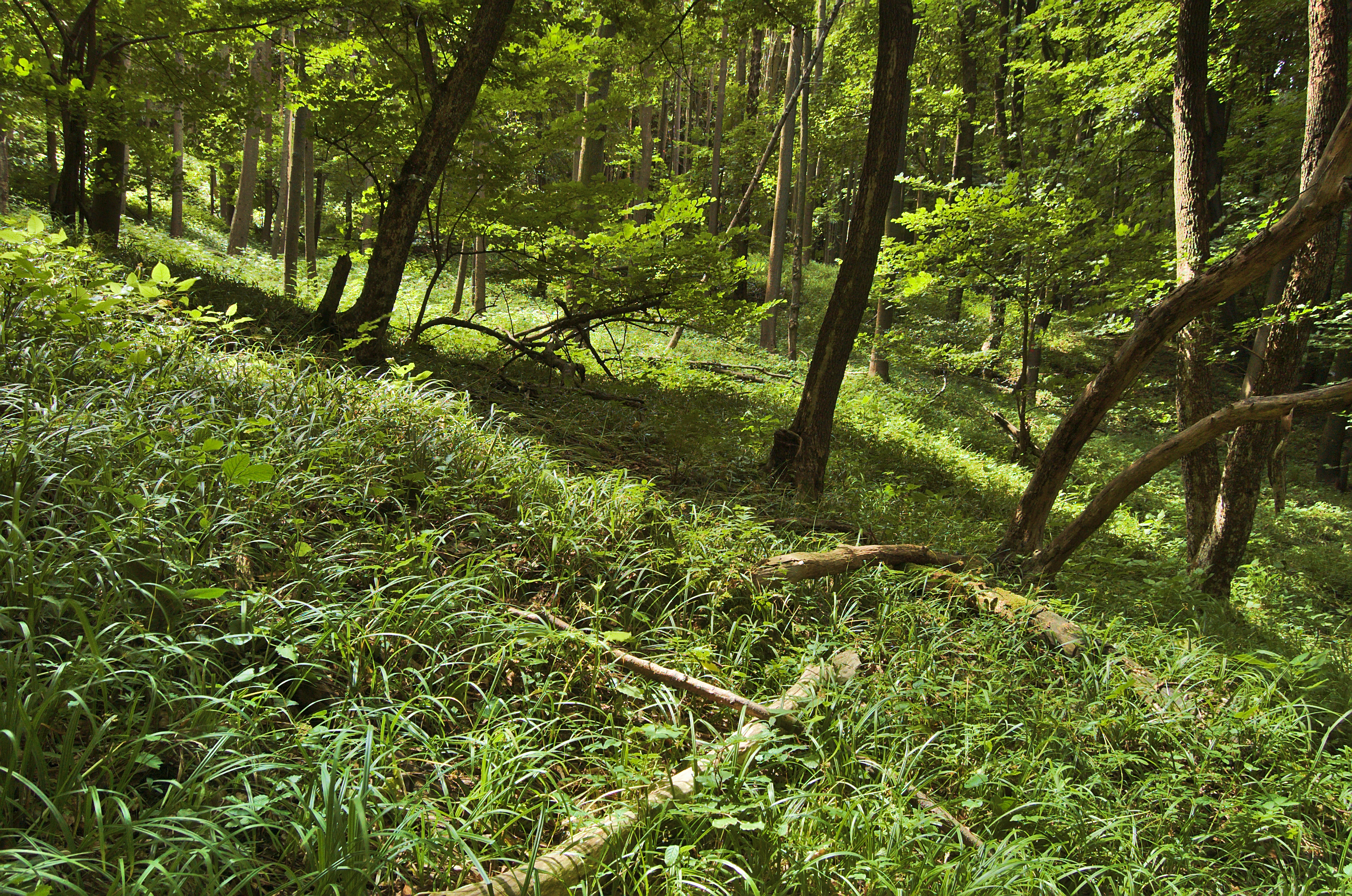
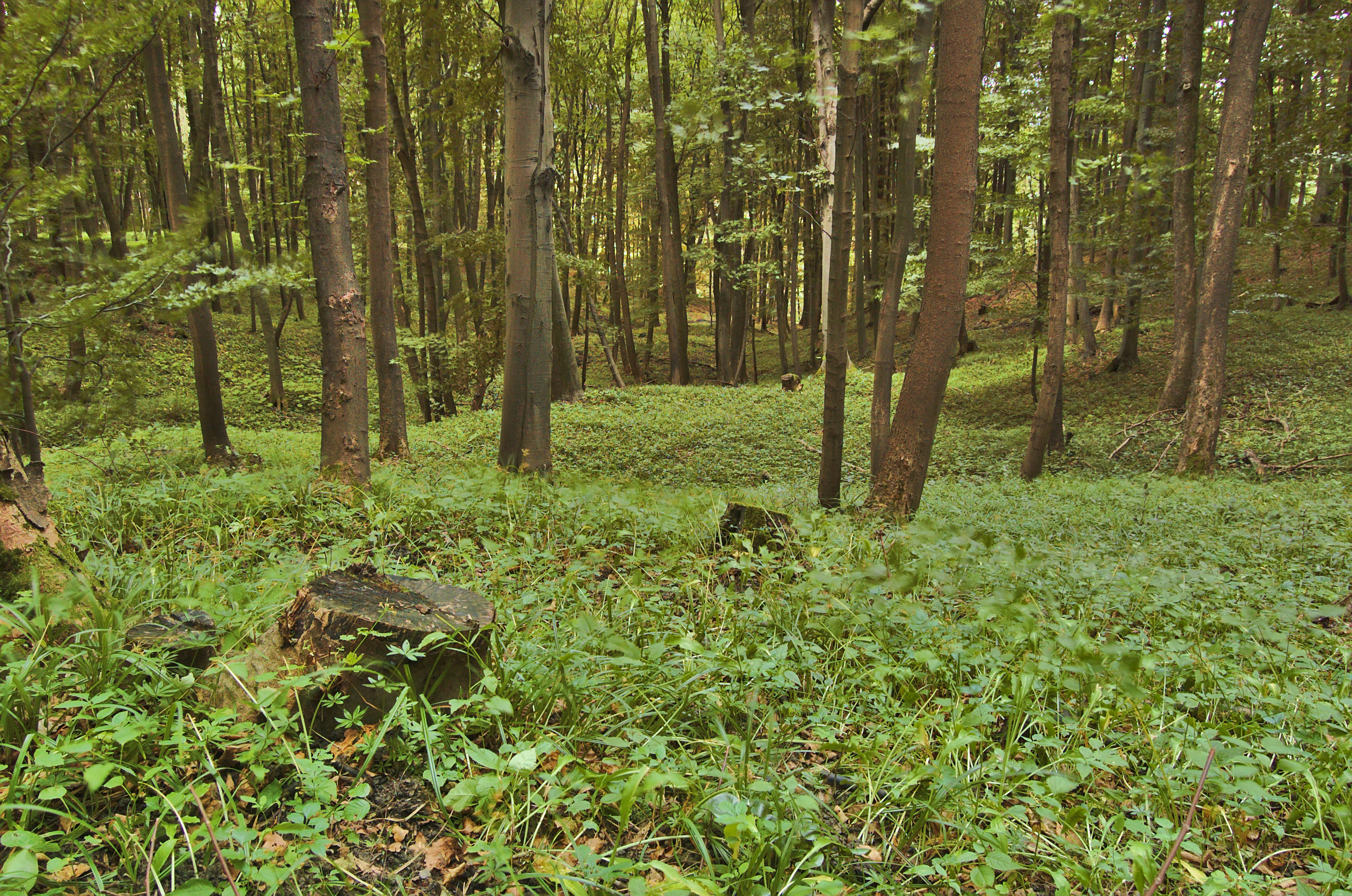
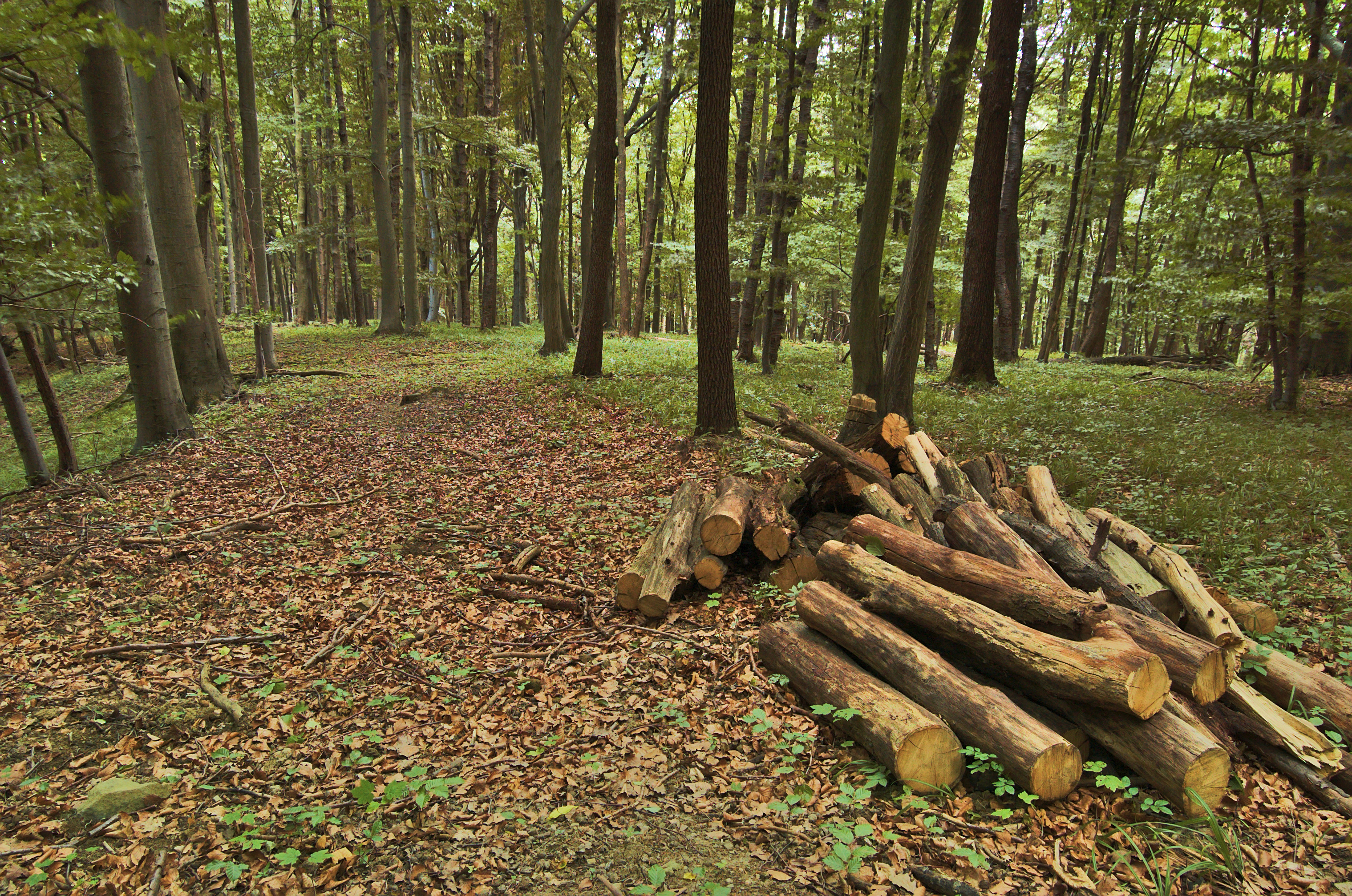